# Gnom

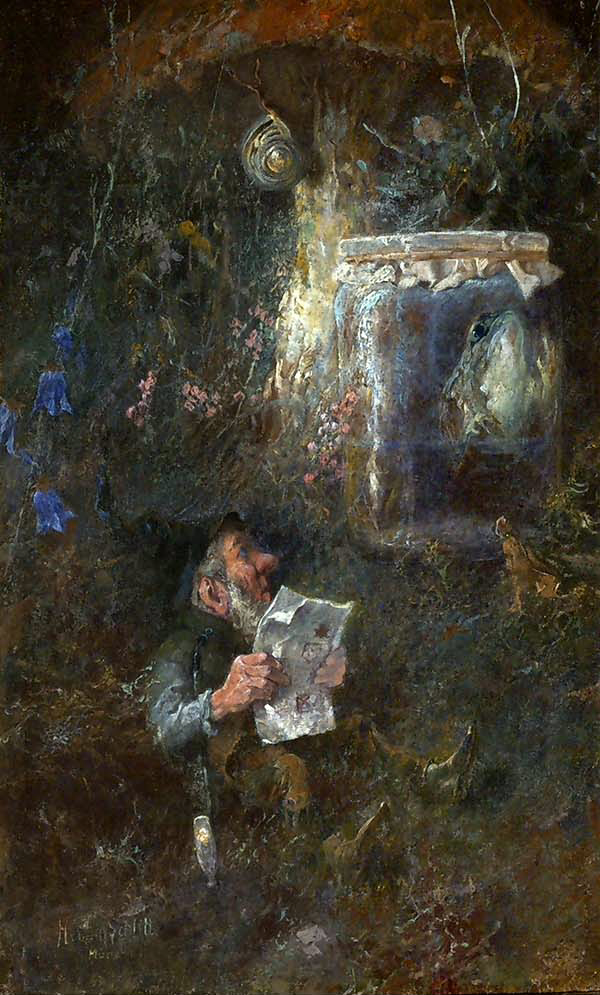
„Gnom z fajką i gazetą”, obraz Heinricha Schlitta.

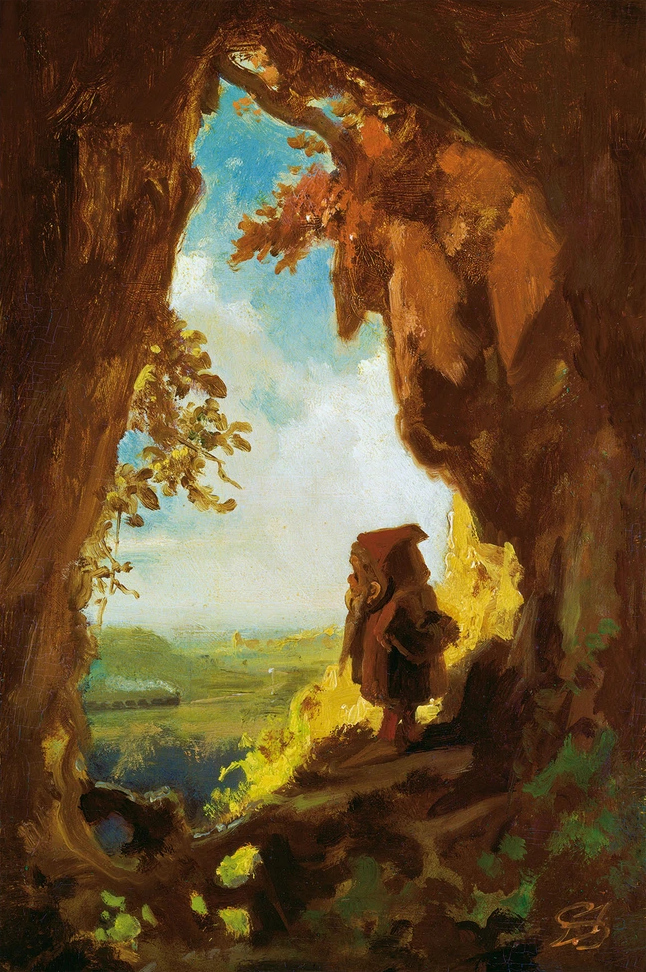
Gnom, patrząc na kolej (niem. Gnom, Eisenbahn betrachtend) – obraz autorstwa Carla Spitzwega z 1848 roku.

Gnom – legendarna lub baśniowa istota o niewielkim wzroście, mieszkająca zazwyczaj pod ziemią. Słowo to bywa często używane jako synonim krasnoludka.
Według Paracelsusa gnomy były żywiołakami, najważniejszymi z duchów żywiołu ziemi i potrafiły poruszać się w ziemi z taką samą łatwością, jak ludzie po ziemi. Promienie słoneczne zmieniały je w kamień.

## Gnomy w fantastyce
We wczesnych utworach J.R.R. Tolkiena, np. w Księdze zaginionych opowieści, gnomy to inna nazwa Ñoldorów, jednego z rodów elfów.
W literaturze i grach fantasy gnomy są najczęściej spokrewnionymi z krasnoludami, istotami o niewielkim wzroście, obdarzonymi wysokimi zdolnościami technicznymi. Gnomy zgadzające się z powyższym opisem występują w książkach Andrzeja Sapkowskiego i w grze Warcraft oraz World of Warcraft.
W tomie opowiadań Jacka Piekary Ani słowa prawdy gnom pojawia w opowiadaniu Nie wszystko złoto, co się świeci (i na odwrót). Także tam gnomy są istotami niskiego wzrostu, niezwykle długowiecznymi (spotkany przez maga Arivalda miał z pewnością ponad 400 lat, ale prawdopodobnie znacznie więcej) oraz posiadały wyjątkową pamięć (wspomniany gnom przeczytał i zapamiętał co do słowa 1473 pozycje). Były przy tym bardzo strachliwe, wierząc że wszystkie inne rasy pragną wykorzystać je do swoich celów.
W grze Dungeons & Dragons gnomy są jedną z głównych grywalnych ras. W Faerunie (Zapomniane Krainy) najpopularniejszym ze światów D&D, istnieje kilka rodzajów gnomów: svirfnebliny (potocznie gnomy głębinowe lub podziemne - zamieszkują Podmrok), leśne i skalne. Skalne gnomy to najczęściej spotykane gnomy w Faerunie. Cechuje je dociekliwość oraz niepoprawny optymizm. Mają zacięcie do trudnych prac rzemieślniczych.